# Sebastian Navrátil
Sebastian Navrátil (* 29. listopadu 1991 Mnichov, Německo), vystupující pouze jako Sebastian, je český zpěvák, kytarista a textař.

## Kariéra

### Začátky
V roce 2012 vystupoval se svou kapelou Just Try v soutěži Česko Slovensko má talent. Nahráli cover „Žijeme len raz“ na platformu YouTube, který má nyní přes více než 1,9 miliónů zhlédnutí.

### Rychlý úspěch(Hvězdy)
Jeho prvním hitem byla píseň „Polety“, kterou vydal v roce 2014. Díky této písničce získal smlouvu s vydavatelstvím Warner Music. V roce 2015 vydal hit „Toulavá“ , tato píseň byla oceněna jako nejstreamovanější v anketě Slavík. Videoklip tohoto hitu byl natáčen v liberecké Oblastní galerii. Ten má K datu 30. 1. 2024 na YouTube přes 36 miliónů zhlédnutí. Byl oceněn cenou Očka a cenou rádia Evropy 2. 17. 3. 2017 vydal své debutové album „Hvězdy“, které se umístilo v žebříčku CZ TOP 100 ALBUMS na 9. místě a získalo ocenění v podobě platinové desky.

### Úpad a pochybnosti(Rub a líc)
V roce 2019 vydal své druhé album Rub a líc, díky němuž  se chtěl ukázat v novém světle. Nechtěl být braný jako zpěvák pouze pro děti a proto se vydal cestou dospělejší hudby. Tento záměr ale neuspěl podle očekávání.

### Nový start(sBohem)
V roce 2020 zahájil Sebastian spolupráci s vydavatelstvím Universal Music. Dlouhé roky hovořil o přípravě třetího alba, ale to dlouhou dobu nepřicházelo; Sebastiana totiž trápil neúspěch a měl o pokračování ve své hudební kariéře pochybnosti. Spojil se tak s novým producentem, který mu dodal energii  a koncem roku 2023 tak vydal své 3. album "sBohem", které se vydává dalším novým směrem. V roce 2024 se účastnil soutěže Survivor Československo. Soutěž v 10. díle dobrovolně opustil kvůli úmrtí otce.

## Diskografie

### Alba
| Rok  | Info                                                               | CZ TOP 100 | Streamy   | Ocenění   |
| ---- | ------------------------------------------------------------------ | ---------- | --------- | --------- |
| 2017 | Hvězdy - Datum: 27. 3. - Vydavatel: Warner Music - Skladeb: 11     | 9          | 93,9 mil. | Platinová |
| 2019 | Rub a líc - Datum: 25. 10. - Vydavatel: Warner Music - Skladeb: 9  | 60         | 16,8 mil. | Zlatá     |
| 2023 | sBohem - Datum: 27. 10. - Vydavatel: Universal Music - Skladeb: 10 | 91         | 4,9 mil.  | -         |

Data k 22.3.2024

### Singly
| Rok  | Název singlu                     | Počet streamů | Počet streamů | Počet streamů | CZ TOP 50 RADIO | Album     |
| Rok  | Název singlu                     | Spotify       | YouTube       | Dohromady     | CZ TOP 50 RADIO | Album     |
| ---- | -------------------------------- | ------------- | ------------- | ------------- | --------------- | --------- |
| 2014 | Polety (s Atmo Music)            | 3,5 mil.      | 14,7 mil.     | 18,2 mil.     | 6               | Hvězdy    |
| 2015 | Toulavá                          | 6,8 mil.      | 36,5 mil.     | 43,3 mil.     | 1               | Hvězdy    |
| 2015 | Zachranný bod                    | 2,9 mil.      | 10,8 mil.     | 13,7 mil.     | 2               | Hvězdy    |
| 2016 | Až na to příjde                  | 1,2 mil.      | 7,2 mil.      | 8,4 mil.      | 2               | Hvězdy    |
| 2016 | Hvězdy                           | 1,5 mil.      | 1,9 mil.      | 3,4 mil.      | 3               | Hvězdy    |
| 2017 | Černobílá                        | 200 tisíc     | -             | 200 tisíc     | -               | Hvězdy    |
| 2017 | Kazety                           | 170 tisíc     | -             | 170 tisíc     | -               | Hvězdy    |
| 2017 | Vesmírná (s Atmo Music)          | 430 tisíc     | 2,3 mil.      | 2,7 mil.      | 4               | Hvězdy    |
| 2017 | Hoříš (s Yanna)                  | 150 tisíc     | -             | 150 tisíc     | -               | Hvězdy    |
| 2017 | Náhradní díly                    | 990 tisíc     | 2,6 mil.      | 3,5 mil.      | 2               | Hvězdy    |
| 2017 | Zázrak                           | 180 tisíc     | -             | 180 tisíc     | -               | Hvězdy    |
| 2018 | Bestseller                       | 400 tisíc     | 780 tisíc     | 1,1 mil.      | 11              | Rub a líc |
| 2019 | Rub a líc                        | 1,0 mil.      | 2,0 mil.      | 3,0 mil.      | 1               | Rub a líc |
| 2019 | Náš svět                         | 420 tisíc     | 860 tisíc     | 1,2 mil.      | 8               | Rub a líc |
| 2019 | Klíště                           | 100 tisíc     | -             | 100 tisíc     | 23              | Rub a líc |
| 2019 | Dva blázni (s Nela)              | 110 tisíc     | -             | 110 tisíc     | -               | Rub a líc |
| 2019 | Milion                           | 150 tisíc     | 640 tisíc     | 790 tisíc     | -               | Rub a líc |
| 2019 | Jednou                           | 80 tisíc      | -             | 80 tisíc      | -               | Rub a líc |
| 2019 | Cizinka (s Adam Mišík)           | 3,2 mil.      | 7,0 mil.      | 10,2 mil.     | 20              | Rub a líc |
| 2019 | Kroky                            | 90 tisíc      | -             | 90 tisíc      | -               | Rub a líc |
| 2020 | Prach (s Lipo)                   | 2,4 mil.      | 1,1 mil.      | 3,4 mil.      | 4               | -         |
| 2021 | Stačí jen málo (s Atmo Music)    | 960 tisíc     | 1,0 mil.      | 1,9 mil.      | 47              | -         |
| 2021 | LALALA                           | 360 tisíc     | 330 tisíc     | 690 tisíc     | -               | -         |
| 2022 | Tvý jméno                        | 540 tisíc     | 330 tisíc     | 870 tisíc     | 6               | -         |
| 2022 | Hledám                           | 590 tisíc     | 510 tisíc     | 1,1 mil.      | 10              | sBohem    |
| 2023 | Nezapomínám (s Marpo)            | 810 tisíc     | 680 tisíc     | 1,4 mil.      | 26              | sBohem    |
| 2023 | Nostalgie                        | 330 tisíc     | 310 tisíc     | 640 tisíc     | 20              | sBohem    |
| 2023 | Nevinná (s Poetika)              | 200 tisíc     | 240 tisíc     | 440 tisíc     | -               | sBohem    |
| 2023 | Ledovej klid (s Sofian Medjmedj) | 120 tisíc     | 190 tisíc     | 310 tisíc     | -               | sBohem    |
| 2023 | Kolikrát                         | 40 tisíc      | -             | 40 tisíc      | -               | sBohem    |
| 2023 | Nazpět                           | 60 tisíc      | -             | 60 tisíc      | -               | sBohem    |
| 2023 | Spadnout na hubu (s Adam Mišík)  | 50 tisíc      | -             | 50 tisíc      | -               | sBohem    |
| 2023 | Bylo mi Tě líto                  | 30 tisíc      | -             | 30 tisíc      | -               | sBohem    |
| 2023 | Asi jsem blázen                  | 360 tisíc     | 440 tisíc     | 800 tisíc     | 3               | sBohem    |

Data k 22. 3.2024